# Championnat de Pologne de football 1959
Navigation
Édition précédente Édition suivante
La saison 1959 du championnat de Pologne est la trente et unième saison de l'histoire de la compétition. Cette édition a été remportée par le Górnik Zabrze, devant le Polonia Bytom.

## Les clubs participants
| Club              | Ville     |
| ----------------- | --------- |
| Gornik Radlin     | Radlin    |
| Gornik Zabrze     | Zabrze    |
| Gwardia Varsovie  | Varsovie  |
| KS Cracovia       | Cracovie  |
| Lechia Gdańsk     | Gdańsk    |
| Legia Varsovie    | Varsovie  |
| LKS Łódź          | Lódź      |
| Pogoń Szczecin    | Szczecin  |
| Polonia Bydgoszcz | Bydgoszcz |
| Polonia Bytom     | Bytom     |
| Ruch Chorzów      | Chorzów   |
| Wisła Cracovie    | Cracovie  |

## Compétition

### Classement
| Rang | Équipe             | Pts | J  | G  | N | P  | Bp | Bc | Diff |
| ---- | ------------------ | --- | -- | -- | - | -- | -- | -- | ---- |
| 1    | Górnik Zabrze      | 36  | 22 | 16 | 4 | 2  | 55 | 23 | +32  |
| 2    | Polonia Bytom      | 30  | 22 | 12 | 6 | 4  | 52 | 27 | +25  |
| 3    | Gwardia Varsovie   | 25  | 22 | 10 | 5 | 7  | 36 | 26 | +10  |
| 4    | Legia Varsovie     | 25  | 22 | 8  | 9 | 5  | 31 | 29 | +2   |
| 5    | Ruch Chorzów       | 24  | 22 | 8  | 8 | 6  | 32 | 30 | +2   |
| 6    | Lechia Gdańsk      | 21  | 22 | 8  | 5 | 9  | 19 | 24 | -5   |
| 7    | Wisła Cracovie     | 20  | 22 | 8  | 4 | 10 | 35 | 34 | +1   |
| 8    | ŁKS Łódź           | 20  | 22 | 6  | 8 | 8  | 35 | 35 | 0    |
| 9    | Polonia Bydgoszcz  | 20  | 22 | 6  | 8 | 8  | 33 | 42 | -9   |
| 10   | Pogoń Szczecin (P) | 18  | 22 | 6  | 6 | 10 | 28 | 40 | -12  |
| 11   | KS Cracovia        | 17  | 22 | 6  | 5 | 11 | 29 | 42 | -13  |
| 12   | Górnik Radlin (P)  | 8   | 22 | 2  | 4 | 16 | 15 | 48 | -33  |

| Légende | Légende               |
| ------- | --------------------- |
|         | Champion de Pologne   |
|         | Relégation en II Liga |
|         | (P) : Promu           |

## Meilleurs buteurs
| # | Joueur           | Équipe            | Buts |
| - | ---------------- | ----------------- | ---- |
| 1 | Jan Liberda      | Polonia Bytom     | 21   |
|   | Ernest Pohl      | Górnik Zabrze     | 21   |
| 3 | Marian Norkowski | Polonia Bydgoszcz | 16   |